# 中国小头蛇
中国小头蛇（学名：Oligodon chinensis）为游蛇科小头蛇属的爬行动物，俗名秤杆蛇。分布于越南以及中国大陆的江苏、浙江、安徽、福建、河南、广东、广西、贵州、云南等地，一般生活于平原及山区。该物种的模式产地位於江西庐山。其种加词“chinensis”意为“中国的”。

## 保护
本种于2023年被收录入《有重要生态、科学、社会价值的陆生野生动物名录》。